# Chiesa della Madonna di Campagna (Verona)
La chiesa della Madonna di Campagna, o più correttamente chiesa di Santa Maria della Pace, è un luogo di culto cattolico che sorge nel quartiere di San Michele Extra a Verona; si tratta di una chiesa parrocchiale facente parte del vicariato di Verona Nord Est nell'omonima diocesi. Il 17 ottobre 1987 fu elevata alla dignità di basilica minore.

## Storia

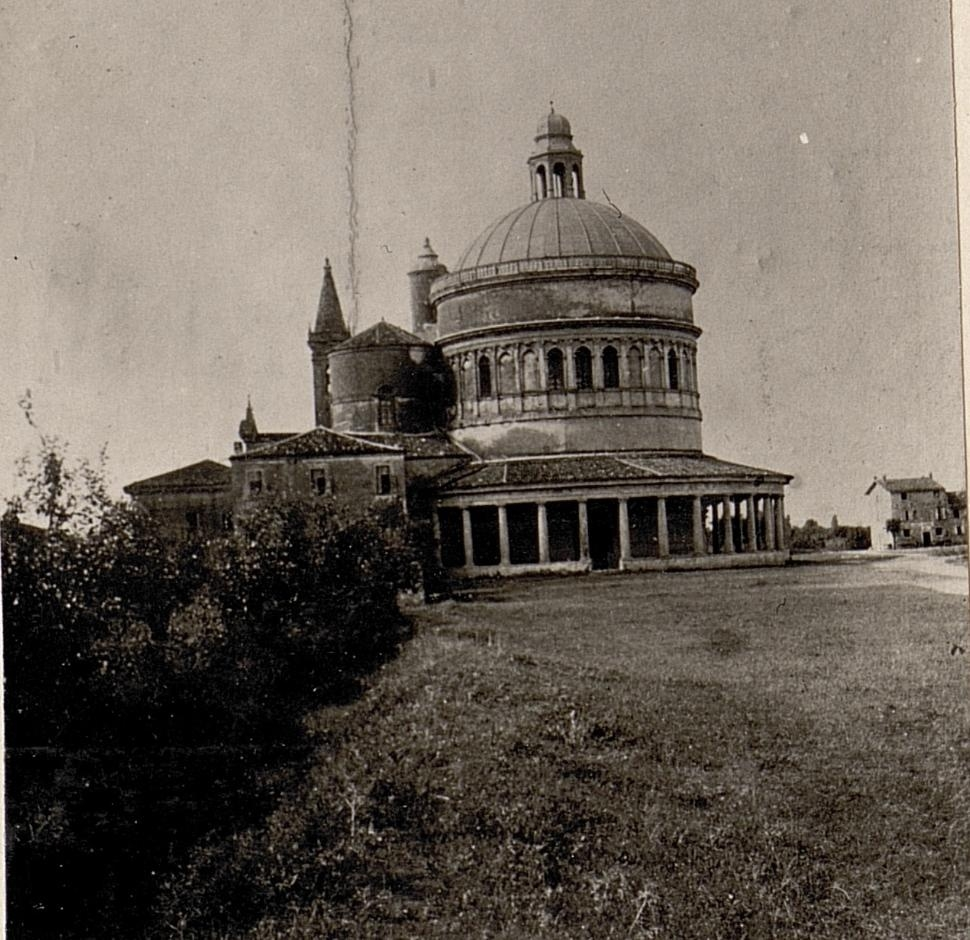
Foto dell'edificio chiesastico durante la prima guerra mondiale

Nel 1517 la Repubblica di Venezia ordinò la demolizione di tutti gli edifici presenti nel raggio di un miglio dalle mura cittadine di Verona; uno dei pochi oggetti sopravvissuto agli abbattimenti fu un piccolo muro su cui erano affrescati una Madonna col Bambino in trono tra i Santi Bartolomeo e Antonio Abate, immagine che divenne oggetto di devozione. Il vescovo Agostino Lippomano, visto l'alto valore che aveva assunto per la comunità veronese tale affresco, commissionò all'architetto Michele Sanmicheli la progettazione di una chiesa che potesse custodire l'immagine. L'edificazione della chiesa iniziò quindi nel 1559, anno della morte del noto architetto, e terminò completamente nel 1589, ma già nel 1561, a cantieri aperti ma ormai a buon punto, l'affresco venne collocato dietro l'altare maggiore. Tra il progetto originale di Sanmicheli e il risultato finale ci sono sicuramente alcune differenze, tanto che Vasari asserisce che l'opera fu «...in molti luoghi storpiata [a causa della] miseria, debolezza e pochissimo giudizio dei deputati sopra quella fabbrica»
L'edificio subì alcuni interventi di restauro nel 1633 e nel 1903, dopo che subì danni a causa di un terremoto, mentre tra il 1931 ed il 1932 venne ampliato fino ad assumere l'aspetto attuali su disegno dell'architetto Francesco Banterle. Alla fine dei lavori, il 17 settembre 1932, la chiesa venne consacrata nuovamente.

## Descrizione

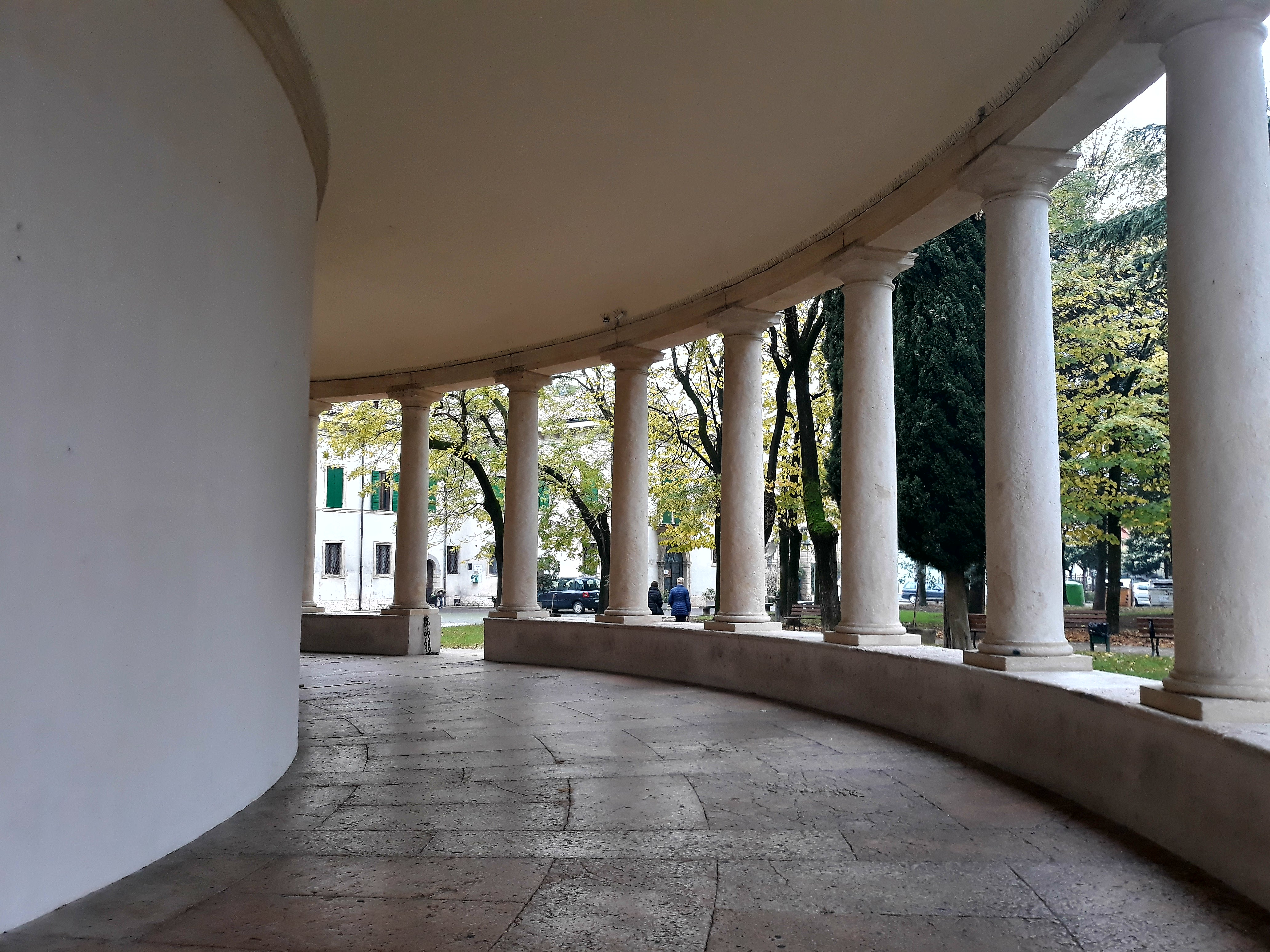
Il colonnato che circonda la chiesa

La chiesa, essendo esternamente a pianta circolare, non presenta una facciata principale. L'accesso alla chiesa avviene da tre ingressi coperti dal porticato che circonda l'edificio, contraddistinto da colonne di ordine tuscanico: si tratta, questi, di un elemento interessante dell'edificio che Sanmicheli volle non solo per fornire un riparo, ma anche per richiamare i templi romani come ad esempio il tempio di Vesta a Roma e il tempio della Sibilla a Tivoli.
Se l'esterno dello chiesa appare circolare (anche se in realtà è più simile ad un ovale) l'interno ha, inaspettatamente, pianta ottagonale. L'impianto centrale presenta però un asse principale determinato dalla presenza del presbiterio sul lato orientale dell'edificio; esso presenta una pianta a croce greca, terminante con un fondale piatto ma con i bracci laterali dotati di absidi semicircolari. L'ambiente dell'aula è caratterizzato da un prospetto scandito da paraste angolari di ordine composito, che inquadrano delle nicchie ove si trovano gli altari laterali. Sopra la trabeazione si imposta il tamburo della cupola, ritmato da lesene che inquadrano arcate cieche, arcate finestrate e nicchie con statue. Sopra il tamburo si innesta quindi la grande cupola in muratura a otto spicchi, sovrastata a sua volta da una seconda calotta in lastre di rame che la protegge. Una seconda cupola di minori dimensioni copre pure il presbiterio.
Nel presbiterio si trova l'altare maggiore, dietro al quale si trova ancora l’antico affresco devozionale della Madonna col Bambino in trono tra i Santi Bartolomeo e Antonio Abate, datato alla fine del XIV secolo. Nel tempio riposano inoltre le spoglie di Enrico Davila, condottiero della Repubblica di Venezia e autore della Historia delle guerre civili di Francia, il quale, diretto a Crema ove era stato nominato governatore, morì in una tragica rissa in una locanda di San Michele di Campagna. Sul lato meridionale del presbiterio si trova la sagrestia, la torre su cui è inserita la scala a chiocciola che permette di raggiungere in quota le due cupole, e il campanile, di cui emerge una parte del fusto e la cella campanaria a edicola.

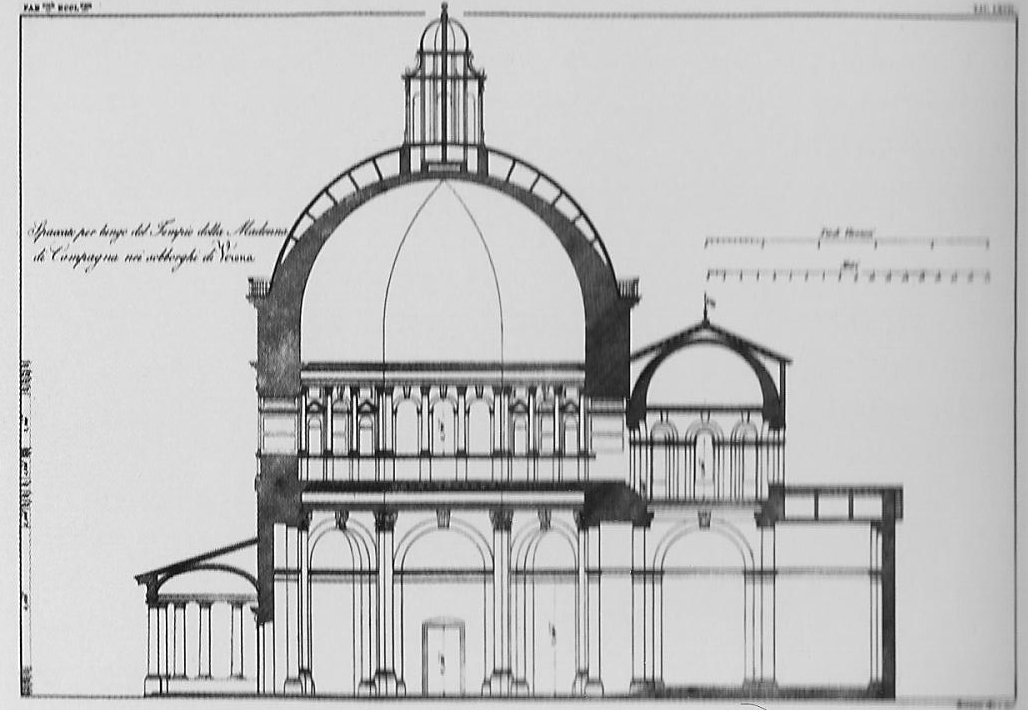
Sezione del 1823 ad opera di Francesco Ronzani
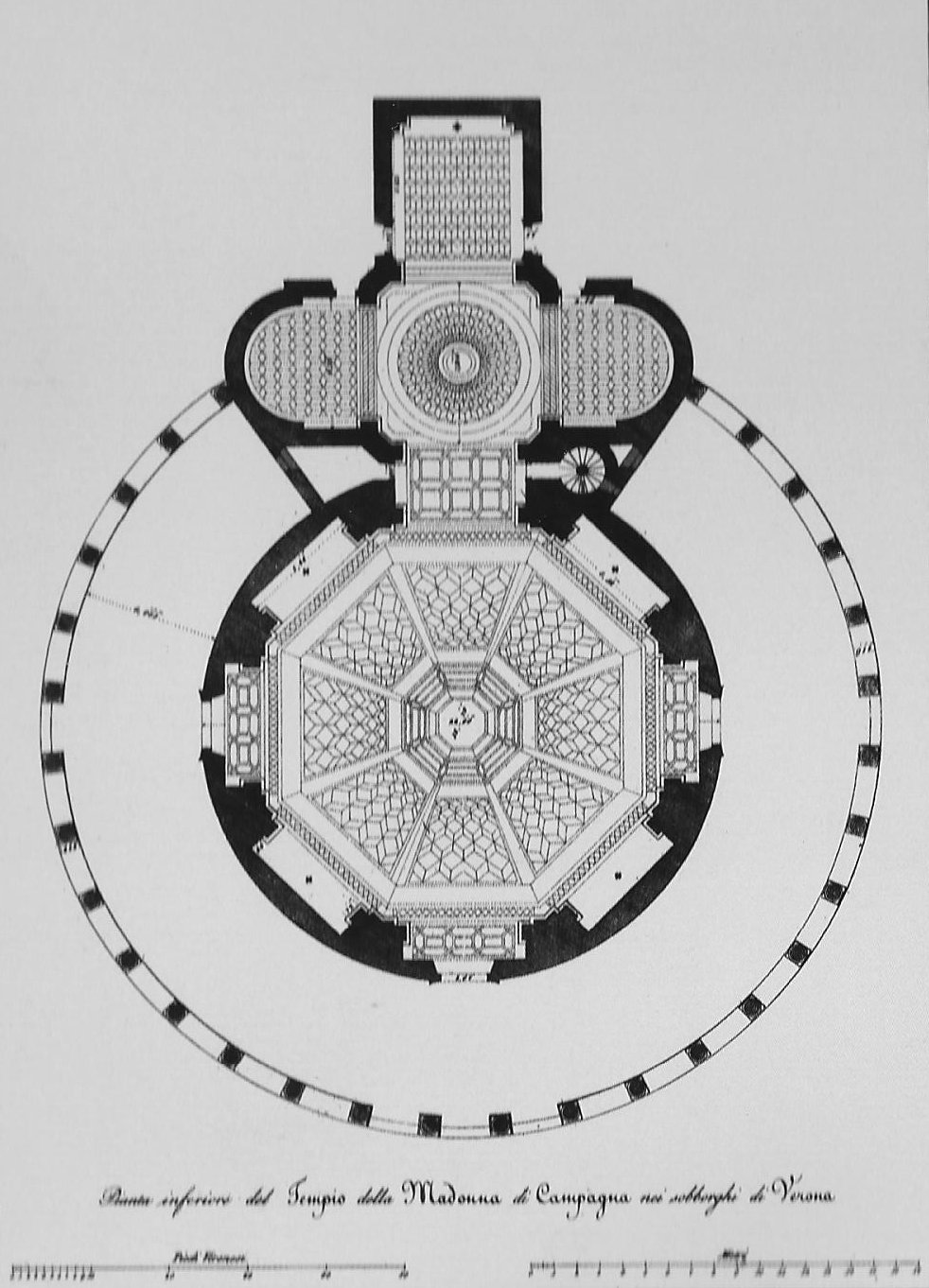
Pianta, sempre di Ronzani
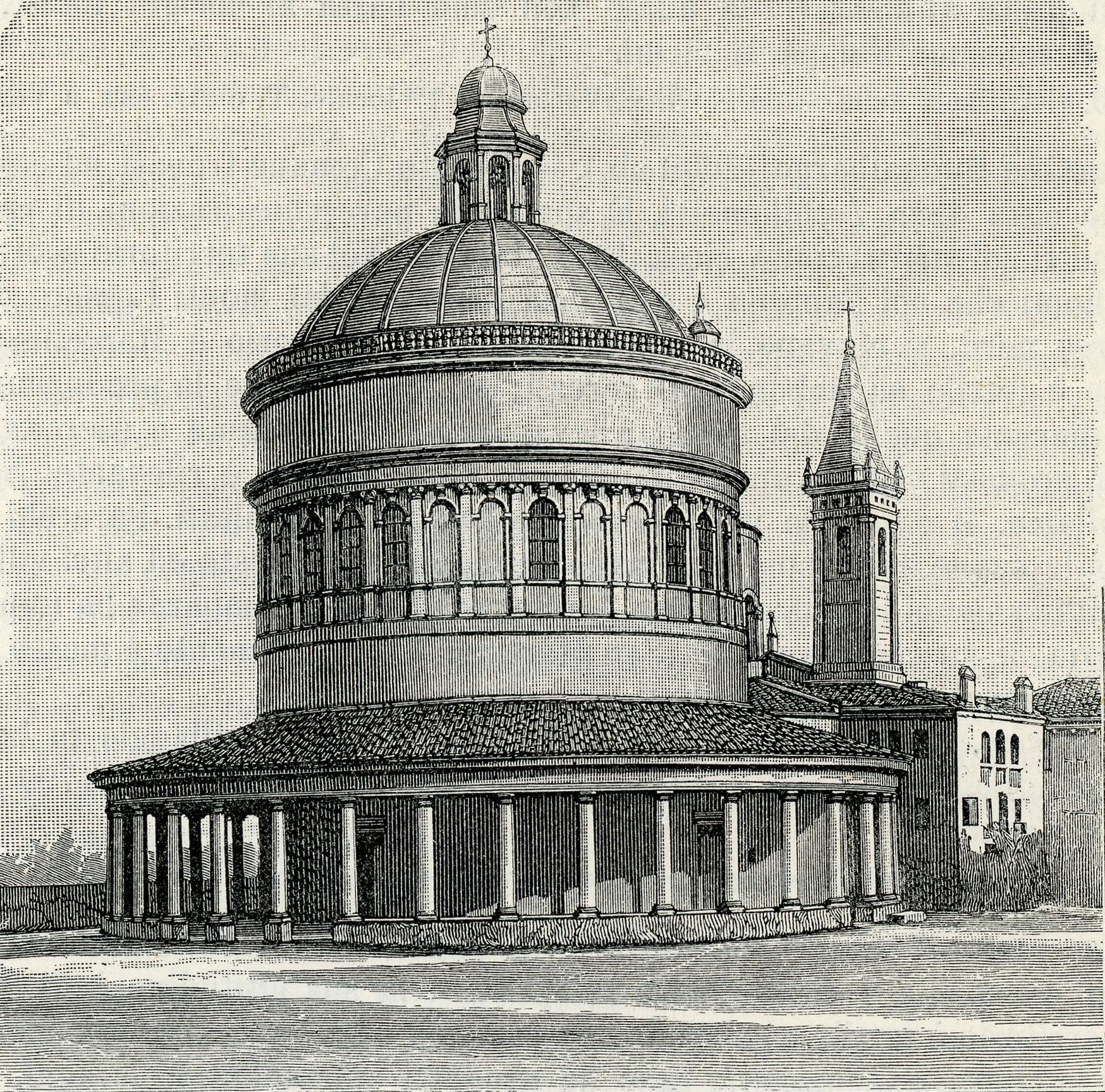
Xilografia del 1903